# Charles Marenghi & Cie

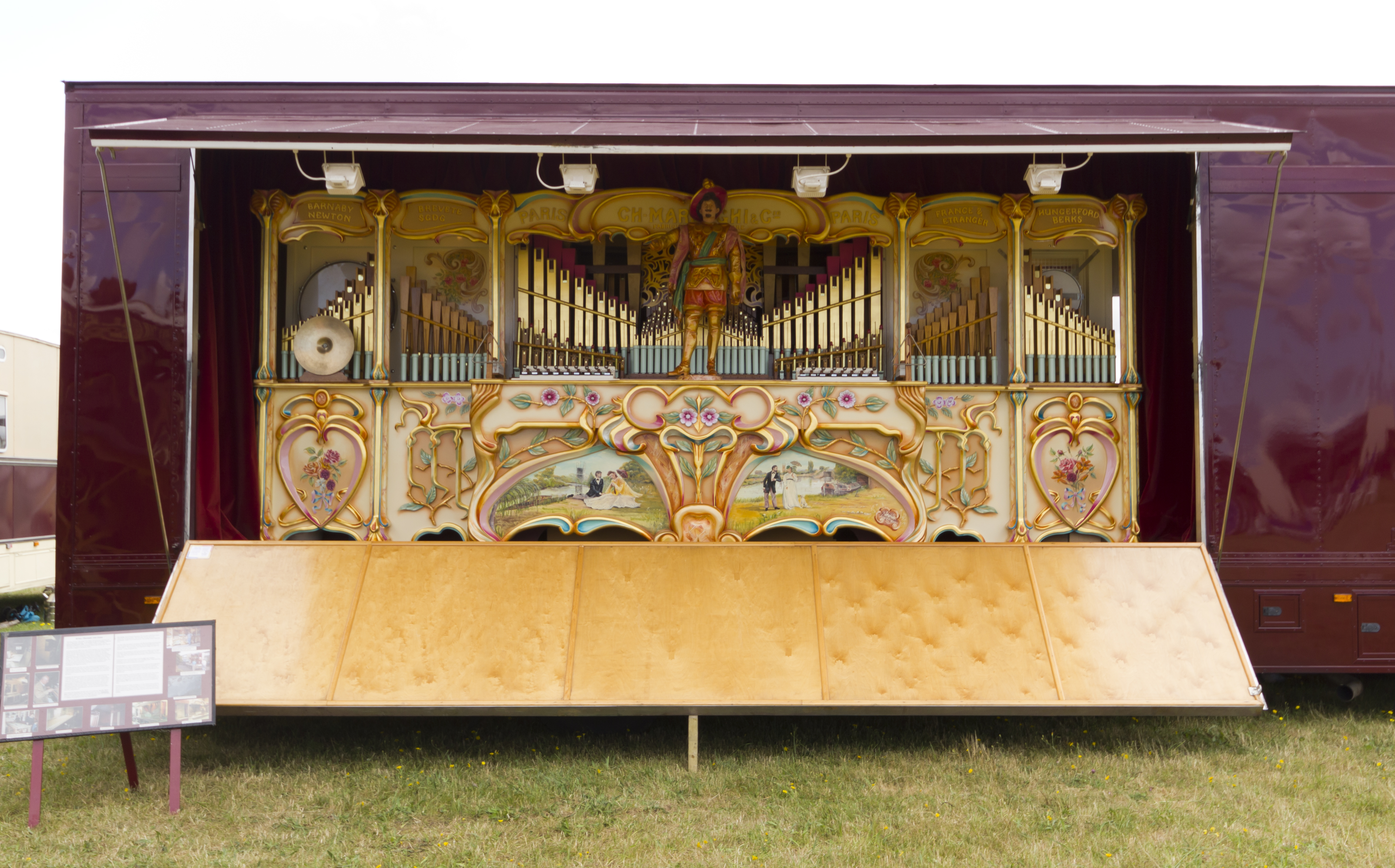
Orgue de foire de Charles Marenghi & Cie, dans le Gloucestershire lors d'une exposition (2013)

Charles Marenghi & Cie était un constructeur français d'orgues de foire,. 
Charles Marenghi (10 septembre 1858-25 octobre 1919) commence sa carrière en travaillant pour la société Gavioli & Cie, à Paris, autre célèbre fabricant d'orgues. Il y est même chef d'atelier en 1900. En 1903, il décide de créer sa propre entreprise, dans l'ancienne usine Gavioli de l'avenue de Taillebourg, près de la place de la Nation, à Paris. Les instruments de la firme sont très réputés et remportent  de nombreux prix et récompenses, dont le grand prix de l'Exposition universelle de Bruxelles en 1910. En effet, si ses orgues sont assez proches de ceux de Gavioli, Marenghi introduit cependant plusieurs inventions dans ses instruments, comme le Grélotophone, un ensemble de grelots de différentes tonalités, pour laquelle un brevet lui est accordé en 1914. Au cours des ans, il vend de nombreuses orgues de foire, particulièrement en Grande-Bretagne où certaines sont encore en activité. La santé déclinante de Charles Marenghi l'oblige à prendre une part moins active dans l'entreprise, qui est finalement reprise par ses employés de confiance Paul et Pierre Gaudin. Ils continuent à produire et vendre des orgues sous le nom de Gaudin Frères - Charles Marenghi et Cie Successeurs après sa mort en 1919. Il est enterré au cimetière d'Ivry. 